# 慶州戰役
慶州戰役（：／ Kyŏngju jeontu */?，1950年8月27日－9月12日）是聯合國軍與朝鮮人民軍於朝戰早期在韓國慶尚北道慶州市週邊爆發的一場戰役，為釜山環形防禦圈戰役的一部分。由美軍與大韓民國陸軍所組成的聯合國軍最終成功抵擋人民軍的攻勢並獲得勝利。
作為洛東江大攻勢的一部分，第2军於1950年8月下旬向戍守浦項、安康與慶州等「慶州走廊」上之重要據點的大韓民國陸軍第一軍團發動突襲；士氣低落且無力固守戰線的韓國軍隊很快便被迫撤退。美軍部隊隨後奉命加入戰鬥，協助韓軍擊退人民軍攻勢。
戰役中的人民軍企圖以打通慶州走廊的方式突破釜山環型防禦圈，意圖直取位於釜山的聯合國軍總部，攻守雙方因此在浦項與安康等地爆發了激烈的戰鬥。擁有強大空中與海上火力支援的聯合國軍在經歷兩週的戰鬥後最終成功擊退人民軍的攻勢。

## 背景

### 釜山環形防禦圈
自1950年6月25日韓戰爆發以降，北韓的朝鮮人民軍便屢次挾著裝備與兵力優勢重挫韓國國軍與赴半島支援韓國的聯合國軍。人民軍的戰略計畫為對韓軍與聯合國軍正面發動全面進攻，同時迅速向南推進，最終發動鉗形攻勢包抄後者兩翼以將之孤立；這種戰術造成韓軍與美軍自開戰以來損失大量的人力與裝備，並取得了重大的成效。然而自美韓聯軍於同年八月成功建立釜山環型防禦圈後，聯合國軍如今在半島南部設有一條連貫的防線，造成人民軍的側襲戰術失效，其兵力優勢也因入朝聯軍的日漸增多而逐漸消失。
人民軍於8月5日推進至釜山環形防禦圈週邊，隨即對防線上的四條主要通道發動正面攻勢。8月5日，人民軍第6師與稍後加入戰鬥的第7師對駐守於馬山的美軍第25步兵師發動攻勢，馬山戰役因而爆發；雖然人民軍的初期攻勢略有收穫，但最終仍因聯合國軍在裝備與後備兵力上已佔有優勢而使進攻態勢陷入膠著，甚至數度遭到擊退。另一方面，人民軍第4師與美軍第24步兵師亦在馬山北部的洛東江突出部爆發激烈戰鬥，然而美軍的優勢火力卻使渡江後的人民軍始終無法固守洛東江左岸的橋頭堡；最終於8月19日，人民軍第4師在蒙受半數以上的傷亡後，不得不撤回洛東江右岸。在大邱地區，人民軍以五個師的兵力對聯合國守軍發動攻勢，但同樣未果。漆谷等地的戰鬥尤其激烈，人民軍第13師甚至險些遭到殲滅。部署於半島東部海岸的人民軍則以三個師的兵力對駐防浦項的聯合國守軍實施攻擊，引發浦項戰役，但同樣以失敗告終。戰線的全面挫敗對人民軍造成不小的打擊。北韓軍隊如今必須面對自開戰以來屢次致勝的戰術如今已不再有效的事實。

### 九月攻勢
在新一輪攻勢的規劃中，人民軍認為在美國海軍的火力干涉下，任何襲擊聯合國軍側翼的計畫都將屬徒勞；正因如此，贏得戰爭的唯一希望即是對釜山環形防禦圈發動正面攻勢，以期瓦解聯合國軍防線。在獲得蘇聯方面提供的情報後，北韓了解到聯合國軍正在對釜山環形防禦圈前線增兵，故若不儘早發動攻勢，贏得戰爭的機率即會急速下降。攻勢的一項次要目標是包圍大邱並殲滅駐防於該地的聯合國守軍；為達此目的人民軍必須切斷通往大邱的補給線。
8月20日，人民軍指揮部向各級單位下達行動指令，計畫對聯合國軍防線上的五個地點同時發動攻擊。在規劃中，這波攻勢將能對聯合國守軍造成相當的壓力，人民軍亦能至少突破一處據點並將聯合國軍隊驅離現有防線。為了順利執行計畫，人民軍將所屬部隊劃分為五個戰略集團。部署於最東邊的戰略集團由人民軍第12師與第5師組成，負責對由韓國首都步兵師與第3師戍守的浦項與慶州實施攻擊。

## 戰役經過

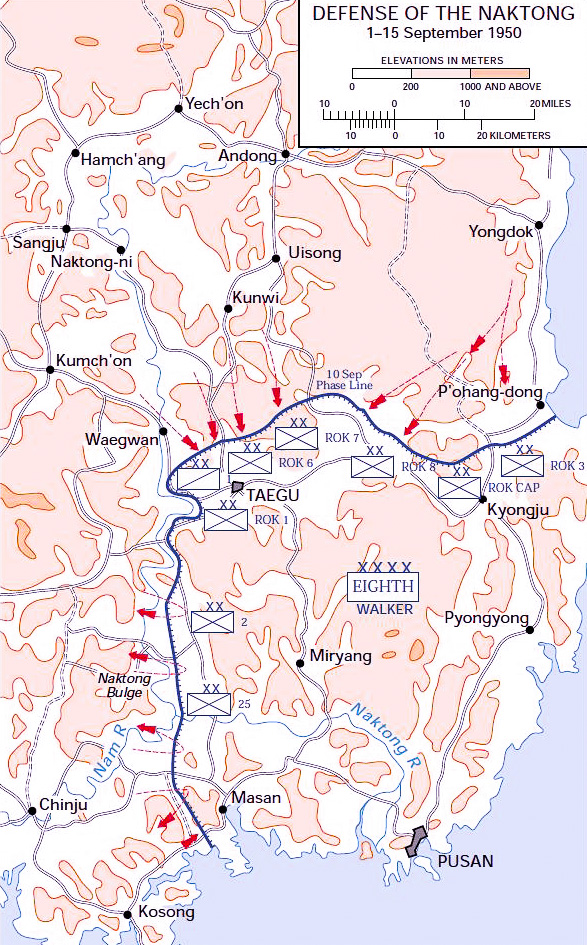
1950年9月釜山環形防禦圈防線地圖；慶州走廊位於最東邊處。

人民軍首先對位於半島東岸的聯合國防線右翼發動攻勢。雖然人民军第2军的攻勢預定發起時間為9月2日，但兵力5,000人的第12師卻提前開始向預定地移動。該師的糧食、武器與彈藥等補給均嚴重不足，內部士氣也十分低落。駐防浦項與杞溪面地區的美韓軍官均對戰局十分樂觀，認為人民軍已無法再對釜山環型防禦圈構成重大威脅。

### 早期攻勢
正對人民軍第12師的是大韓民國首都機械化步兵師。8月27日上午04:00，人民軍於杞溪面以北發動突襲，殲滅了首都步兵師第17團的一個連；該團正面崩潰，被迫撤退。位於東邊的第18團隨後亦因側翼暴露而後撤。撤退過程中，杞溪面失守，整個首都師被迫南撤3英里（4.8）至杞溪谷內。
8月27日在大邱的一場會報上，美軍第八軍團指揮官沃爾頓·沃克中將表達了對戰況的憂慮。一個月前抵達韓國的約翰·寇爾特少將亦參與了此次會報。會報結束後一個半小時左右，沃克命令寇特爾前往東部監督韓國軍隊；後者隨即啟程飛往慶州，並於當日中午12:00時抵達。與此同時，沃克正式任命寇特爾為第八軍團副軍團長，並對下轄首都機械化步兵師、第3師、美國陸軍第21步兵團第三營、第9步兵團與第73中型戰車營（不含C連）的大韓民國陸軍第一軍團擁有指揮權。寇爾特將這些單位統一編為傑克森特遣隊（Task Force Jackson），並將指揮部設於位在慶州的第一軍團指揮官辦公室與駐韓軍事顧問團的同棟建築內。
抵達慶州後，寇爾特發現韓軍第一軍團不僅組織零碎鬆散，士氣亦十分低迷。寇爾特奉命殲滅杞溪面地區的人民軍部隊，同時必須佔領自永川北部延伸至海岸城鎮月浦（浦項以北12英里（19）處）一帶的高地並在杞溪面以北10英里（16）建立防線。寇爾特計畫盡快發動攻擊，佔領距杞溪面北部最近的一處高地。美軍第21步兵團於8月27日早晨受命移往大邱北部的一個陣地，但沃克中將不久後即撤回了命令，並命第21團盡速返回慶州向寇爾特少將報到。該團於上午10:00離開大邱，並於當日下午抵達慶州；寇爾特隨即將第三營派往安康固守韓軍首都師後方的一處陣地。

### 聯合國軍反擊
韓軍第一軍團指揮官金弘壹少將向寇爾特表示軍團內傷亡過多，且士兵們已精疲力竭，因而無法發動攻擊；後者原定於8月28日發動攻擊的計畫因此被迫延期。浦項戰役後退回浦項北方的人民軍第5師如今再度向南挺進，正對其的韓軍第3師則表現出有意撤退的跡象。8月28日，派駐於韓軍第3師的美軍顧問團顧問與該師師長金錫源准將就應允許部隊後撤或發動反攻一事發生嚴重爭執。翌日，金向美軍顧問表示將把師指揮所遷離浦項，對此美軍顧問回應道顧問團不會隨其撤離，而將續留浦項。金在聽到此答覆後雖怒不可遏，但為了面子只得妥協，暫緩指揮所遷移計畫。當日，沃克中將向韓國陸軍與時任大韓民國國防部長的申性模發表了一份特別聲明，要求韓國軍隊堅守在釜山環型防禦圈上的崗位，同時呼籲聯合國增兵，協助美韓軍隊固守戰線，並適時做出必要的反擊以避免北韓鞏固戰果。
在人民軍持續施加的壓力之下，韓軍組織混亂的問題表露無遺，進而導致傑克森特遣隊無法如期發動攻勢。28日早晨，美軍第21步兵團已在安康北部的一處集結點待命，準備實施攻擊，但前日晚間韓軍第17團位於杞溪谷以北的高地上的陣地卻失守，攻擊行動因而被迫取消。韓軍於當日午後重奪陣地，卻於晚間再度失守。與此同時，人民軍第5師的部分部隊擊破了駐守於浦項西南部的韓軍第3師正面，寇爾特隨後調遣第21團前往擊退人民軍攻勢。29日，獲第73中型戰車營B連的一個戰車排增援的第21團B連成功地自浦項南緣向西北方挺進了1.5英里（2.4），而韓軍則緊隨其後。美軍部隊隨後撤回浦項，韓軍則於當日晚間撤出；翌日美軍再次對人民軍實施反擊。第21團接著自韓軍第3師處接管了自浦項北部延伸至西北部的一處區域。
同樣於8月29日，獲得美軍戰車與火炮支援的韓軍首都師重奪杞溪，並於當日晚間與反攻的人民軍爆發戰鬥；杞溪最終於清晨再度失守。美軍提高了對杞溪地區的空中攻擊頻率。韓軍曾回報發現多具於空襲中喪生的人民軍遺體與平民衣物，顯示人民軍會以偽裝為平民的方式躲避空襲。
除了對杞溪地區的空襲行動外，美國海軍亦持續自海上實施火力打擊以協助地面部隊抵擋於東海岸地區活動的人民軍第5師。美軍調集一艘巡洋艦與兩艘驅逐艦對人民軍第5師的部隊集結點與前沿補給中心所在地興海（浦項以北5英里（8.0）處）實施集中火力打擊；8月29日至30日間，三艘艦艇共計對目標射擊了1,500餘枚5英寸（127）口徑炮彈。儘管擁有密集的空中與水面火力支援，杞溪與浦項的戰況仍就對韓軍第3師十分不利。

### 重奪杞溪
9月1日，聯合國軍的空中偵察發現人民軍正自杞溪與浦項北面的山區向南前進；翌日人民軍便自杞溪北方與西北方發起了一波重大攻勢。美軍顧問與首都師估計約有2,500名人民軍突破了韓軍第17團與第18團之間的空隙。

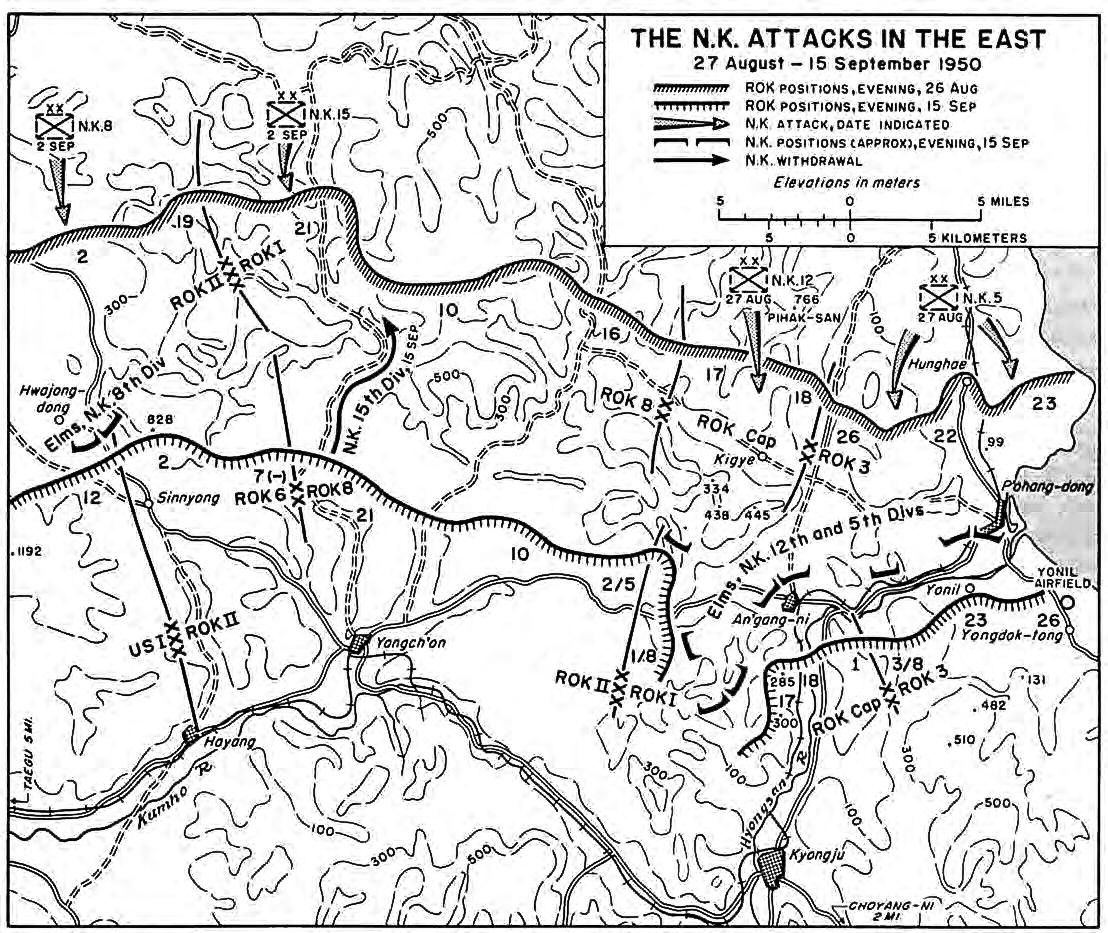
1950年8月27日至9月15日間，朝鮮人民軍對慶州走廊的攻勢。

與此同時，位於浦項北方的人民軍第5師不斷往99高地進行增援，對韓軍第23團造成不小的壓力；兩軍在高地上的爭奪戰異常激烈，血腥的連續戰鬥為雙方帶來了重大的傷亡。雖然獲得美軍空中攻擊、炮兵與海上火力的支援，但傷亡慘重的韓軍第3師卻始終未能奪取99高地。9月2日，美軍第21步兵團自浦項往西北方發動攻擊，試圖協助韓軍奪取高地；團指揮官同時命K連擔任99高地的主攻部隊。第21團的推進速度相當緩慢，過程中同樣遭遇了嚴重的傷亡。當日午後15:25，K連回報僅存35名戰鬥人員，其餘均已陣亡、負傷或失蹤。99高地上的人民軍設立了穩固的防禦工事，並以不斷投擲大量手榴彈的方式阻止任何奪取高地的企圖；K連最終仍無法達成攻佔高地的既定目標。第6戰車營於此次攻勢中損失了兩輛戰車。黃昏時分，人民軍發動反攻，突破了韓軍首都師與第3師位於杞溪以東3英里（4.8）處的防線邊界。
作為人民軍第二兵團攻勢的一部分，人民軍第12師於翌日凌晨01:30對位於杞溪谷南部的韓軍首都師主力部隊發動攻擊。是次攻勢將位於主力左翼的第18團逐出334高地與438高地之間，同時將位於右翼的第17團驅離了445高地。9月3日清晨，突破韓軍戰線的人民軍部隊已抵達安康以東3英里（4.8）處的一條東西向公路。在經歷徹夜戰鬥後，人民軍第12師向南推進了5英里（8.0），韓軍首都師則幾近崩潰。
戰況迫使寇特爾將美軍第21團撤離浦項西北方的防線，轉而將主力集中戍守慶州。第2營於8月31日編入第21團，但寇特爾下令將之列為特遣隊的預備隊，駐紮於安康。聯合國軍在慶州週邊建立了一道馬蹄形防線，部分部隊則奉命前往城鎮以東2英里（3.2）的一處高地上保衛自慶州通往浦項的高速公路。第21團的其餘部隊則受命前往慶州北部的一處集結點。與此同時，沃克命新編成的韓軍第7師前往阻擊穿透防線的人民軍部隊。第7師第5團於當日午後抵達永川；欠第1營的第3團則於晚間抵達慶州。沃克同時授予寇爾特於適當時機調動第9步兵團級戰車連第3營與第15野戰炮兵營的權力。

### 安康陷落
9月3日上午，美軍顧問向寇爾特回報韓軍第3師師長金錫源准將正準備將該師撤離浦項。寇爾特立即找上韓軍第一軍團指揮官金弘壹少將，要求其命金不得撤離，同時每半小時檢視戰報以確認第3師仍留駐原地。9月3日晚間至9月4日凌晨，韓軍第一軍團的正面崩潰。三輛人民軍的T-34戰車殲滅了韓軍的一個炮兵連，又打散了甫抵前線的韓軍第5團的兩個營。在經支援火力的先遣轟炸後，人民軍於02:20進入安康。一個小時後韓軍首都師將師部撤離城鎮，戰鬥亦越顯混亂。由於朝韓兩軍的部隊全都混在了一起，為避免傷及友軍，美軍戰車遂於04:00時停火。18:10時，G連撤離城鎮，並撤往近美軍第21團第2營餘部處一座橫跨兄山江的橋梁。人民軍在佔領城鎮後便開始沿著鐵路向南挺進。
在接獲命令返回慶州與團部的其他部隊會合後，第21團第2營穿越了人民軍設於兄山江以東、安康東南方3英里（4.8）處的路障封鎖，返抵慶州。然而第2營卻於抵達後才發現G連失蹤，全營因此被迫掉頭尋找G連。第2營再次北上，最終於先前的橋梁附近發現了G連的蹤影。兩者會合後再次南撤。人民軍炮火擊毀了三輛美軍M46巴頓戰車的履帶；美軍則以炮擊轟炸毀掉動彈不得的戰車以免為人民軍擄獲使用。第2營最終於午夜前夕返抵慶州。

### 慶州臨危
至9月4日12:00時，人民軍已在慶州－安康公路沿線上距慶州不足3英里（4.8）處設立路障。韓軍第3師與首都師間的浦項地區存在著一道寬約2英里（3.2）的防務空隙，但聯合國軍防線於兄山谷西部、安康西南方處的山區中卻存在著一個更大的裂縫；此區域位於慶州西北部，駐防該地的韓軍首都師與其西部的第8師間有著一道寬8英里（13）的防線空隙。人民軍試圖利用此空隙佔領慶州走廊上向南通往釜山的鐵路與公路網。寇爾特在意識到防線左翼存在著如此嚴峻的威脅後便將美軍第21步兵團調往慶州西北部的高地與谷地中駐防，以擊退任何自該方向發起的人民軍攻勢。
9月4日晚間，慶州局勢臨危，韓軍第一軍團指揮官金弘壹提議撤離城鎮。他表示人民軍前鋒已抵達慶州以北3英里（4.8）處的丘陵地區，且當夜就可發動攻擊並奪取城鎮。對此寇爾特回應道他將不會移動他的指揮所，隨後徵調了四輛戰車置於指揮所建築物週邊，並指派美軍顧問團軍官至路上將向南逃逸的韓國士兵集合起來送往城市邊界的防線。美軍顧問團為阻止韓國軍人繼續往南逃跑，往往必須動用武力才能迫使後者就範。
不過，儘管聯合國軍在慶州週邊做足了防禦準備，但人民軍卻未發動攻勢；後者轉而向東部移動，越過城鎮北部的高速公路，逕往延日飛行場前進。翌日美國空軍對人民軍於慶州以北4英里（6.4）處設立的炮兵陣地發動攻擊時在杞溪－慶州－浦項三地構成的三角地帶中發現了大量於空曠地形中行進的人民軍部隊。

### 浦項失守
9月5日02:00左右，駐韓第一軍團美軍顧問羅林斯·埃莫里希中校（Rollins S. Emmerich）前往延日飛行場與駐防該地的美軍第9步兵團第3營指揮官商討局勢，同時告知後者浦項地區的戰況。埃莫里希隨後返回浦項，並獲得一個排的戰車支援。他將戰車置於前線陣地以反制可能的人民軍裝甲攻勢。05:30左右，埃莫里希得知韓軍第22團的部分部隊已在人民軍攻勢壓迫下撤退，後者更趁勝滲入聯合國軍防線。與此同時，美軍戰車亦遭遇人民軍密集的火力攻擊。五輛人民軍的SU-76自走炮隨後駛入城市，但領頭車輛卻遭美軍裝甲部隊在僅一街區的距離上擊毀，三名乘員當場陣亡。在激烈的交火後，餘下的人民軍自走砲嘗試撤退，但遭埃莫里希調集空中武力與炮火擊毀。當日午後14:35，美軍接獲命令將所有物資撤離延日飛行場。
9月5日至6日晚間，浦項戰事漸趨白熱化。韓軍第3師師部在遭人民軍炮火轟炸十餘發後於午夜遷往他處。然而，人民軍的炮火卻於不久後再度對已遷往新址的第3師師部造成威脅。該師最終撤出浦項，城鎮亦於9月6日落入人民軍之手。大韓民國陸軍為此解除了第一軍團與第3師指揮官兩者的職務。金白一准將接掌第一軍團，首都師指揮官由宋堯讚上校接任，第3師指揮官則由李鐘贊上校出任。
韓軍首都師與第8師之間的空隙使駐紮於慶州的第一軍團無法有效調度第8師的作戰行動，陸軍方面遂於9月7日將該師轉交由第二軍團指揮，同時將原隸屬於第7師的第5團改編入該師。與此同時，人民軍第15師強行突破了韓軍第8師的防線，並進入大邱－浦項走廊上的永川。韓軍第3團自安康西部向永川進兵，試圖填補防線上的空隙。

### 美軍第24步兵師抵達
人民軍於9月4日在半島東部的推進戰果促使沃克將更多部隊調往該區域。此前，沃克已命美軍第24師自大邱移往洛東江下游處接替陸戰隊第1臨時旅於洛東江突出部上的守備位置。4日早晨，第24師在接替美軍陸戰隊的任務前收到新命令，要求其前往慶州。該師的助理指揮官加里森·大衛森准將乘坐吉普車前往慶州，並於當晚抵達目的地；師長約翰·邱奇少將於翌日上午抵達，其餘部隊則於當日13:00起程，多數於午夜前抵達。所有部隊均於9月6日07:00前抵達慶州。
寇爾特得知人民軍第15師已突破韓軍戰線，進入大邱走廊後段的永川，並正往慶州移動。9月6日，他命美軍第21團於翌日對自慶州西北部往永川方向延伸的山體發動攻擊。第21團於9月7日的攻勢幾乎未遭遇任何抵抗。
9月7日12:30，美軍第八軍團將傑克森特遣隊更名為邱奇特遣隊；寇爾特於當日13:00離開慶州前往大邱履行其他職務。邱奇如今成為整個東部戰區的指揮官。當日午後，邱奇取消了寇爾特要求第21團往山區進兵的命令，認為該命令會造成部隊力量分散；他希望將全團兵力集中於慶州週邊。9月8日，邱奇將特遣隊指揮所自慶州向南遷約4英里（6.4）至昌善（창선）附近，理由是相較於設於城鎮內的指揮所，處於空曠地帶者於遭受攻擊時較易防守，其週邊的交通阻塞狀況也會較少。

### 死結

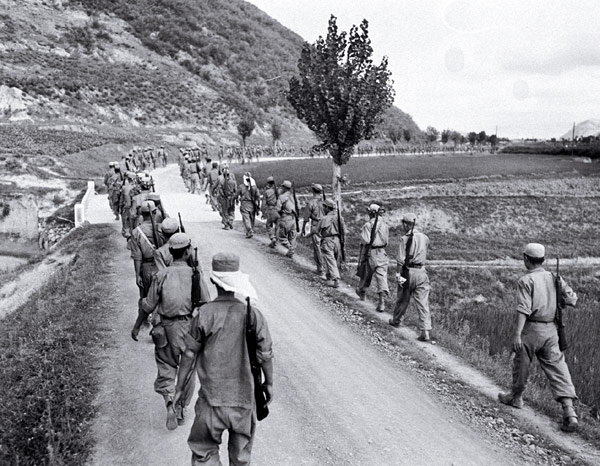
韓軍部隊正往近浦項的前線進行增援。

人民軍與韓軍首都師在安康至慶州的谷地中的戰鬥仍在持續。美軍第19團第3營於9月8日至9日晚間加入該地的戰鬥。一支人民軍部隊對K連發動攻擊，並將後者驅離安康與慶州間的防禦中心陣地300高地。人民軍隨後於9月9日固守高地，抵擋美軍的反擊。在北部，韓軍第17團再度自谷地左側發動攻擊；在美軍第13野戰炮兵營的支援下，第17團成功奪取285高地，並擊退了數波人民軍的反攻。相較之下，位於谷地右側的韓軍第18團則未有多少斬獲。
1950年9月的第二週間，人民軍第5師均廣泛於浦項西部、西南部與南部的山地中活動。一支據估計兵力超過1,600人的人民軍部隊抵達了延日飛行場西南方4.5英里（7.2）處的482與510高地，而正對人民軍的聯合國軍部隊為負責固守飛行場西南方高地的韓軍第3師。人民軍的推進為韓軍帶來不小的壓力。
9月9日晚間，邱奇指派大衛森特遣隊前往剿滅對延日造成威脅的人民軍部隊。雖然飛行場本身自八月中旬開始除接受緊急降落與加油等作業外即未再使用，但美國空軍的裝備、炸彈與油料補給的撤離行動仍在持續進行。大衛森特遣隊下轄美軍第19步兵團（無第3營）、第9步兵團第3營、第13野戰炮兵營、第15野戰炮兵營C炮兵連、第3戰鬥工兵營的一個連、第9步兵團級戰車連、兩個防空連與其他單位，由美軍第24步兵師助理指揮官加里森·大衛森准將指揮。
由於人民軍切斷了所有通往慶州地區的通道，大衛森特遣隊被迫於9月10日花費整整一天繞道南下以抵達目的地。部隊於當日晚間19:00抵達延日飛行場以南1英里（1.6）的部隊集結點盈德。抵達目的地的大衛森並未看見任何人民軍士兵。美軍顧問團軍官埃莫里希中校告知大衛森人民軍已將韓軍驅離131高地；該高地位於兩個駐守於延日的韓軍步兵團之間。大衛森與埃莫里希均同意韓軍必須於夜間重奪131高地，特遣隊接著會負責主攻人民軍位於482高地上的主要據點。兩人認為若特遣隊能成功佔領482高地，戰況將會有所好轉。大衛森隨後告知韓軍第3師師長自己的攻擊計畫。當日夜裡，韓軍部隊成功重奪131高地並重建了防線。戰鬥中，韓軍第3工兵營亦以步兵身分加入行動，並由美軍顧問團軍官沃爾特·哈欽斯（Walter J. Hutchins）上尉指揮。

### 人民軍受制
9月11日早晨，美軍第19步兵團穿越131高地南方的韓軍防線，並在第1營的帶領下向西發動攻擊。上午09:30，該營在未遭遇抵抗的情況下奪取出發點以西2英里（3.2）處的山地。第2營隨後繼續向482高地方向發動攻擊，並在向西前進1英里（1.6）後經過一處設有人民軍固定陣地的陡峭谷地；後者猛烈的機槍火力造成第2營接下來整日均遭壓制於該地，動彈不得。9月12日早晨，四架隸屬於澳洲皇家空軍第77戰鬥中隊的軍機對人民軍陣地投放凝固汽油彈，隨後聯合國軍又以火炮轟炸該地。第2營接著發動攻擊，最終於12:00左右奪取482高地。當日午後，韓軍抵達前線，接替了大衛森特遣隊的戰鬥任務。特遣隊退入盈德西南方的谷地中過夜，隨後於9月13日返回慶州。
在大衛森特遣隊奪取482高地的同時，慶州北部的300高地上的戰鬥亦終告結束。韓軍第3師的一個團於9月11日成功奪取高地。當日下午，美軍第19團第3營接替韓軍的戰鬥職務。人民軍在300高地戰鬥中損失了257人與大量武器裝備，而美軍第19團第3營則有37人陣亡。
9月12日標誌著朝鮮人民軍東部攻勢的結束。至此，人民軍第12師已基本毀滅，第5師則仍試圖於浦項附近集結倖存的生還者。聯合國軍空中偵察回報表示大量人民軍部隊正往北方與東方移動。
聯合國軍趁勝追擊；韓軍第3師對撤退的人民軍第5師窮追不捨，首都師則不斷向人民軍第12師殘部推進。9月15日時，首都師的部分部隊已抵達安康南部。戰報顯示人民軍正撤往杞溪。東部威脅解除後，美軍第八軍團解散了邱奇特遣隊，大韓民國陸軍亦重新掌握第一軍團的指揮權。第八軍團同時命美軍第24步兵師移往大邱西南部的慶山重整。美軍第9步兵團則奉命暫時留守慶州。

## 戰役過後
朝韓兩軍在戰役中均蒙受了重大的傷亡，因此無法準確計算確切的傷亡數字；唯一可以確定的是雙方皆損失慘重。仁川登陸後，該地的人民軍部隊向北逃逸；據估計成功回到朝鮮的人民軍第5師與第12師人數不超過數千人。美軍方面的傷亡則相對輕微。
在9月頭兩週爆發於東部地區的戰鬥中，韓軍雖然士氣不振，但卻參與了幾乎所有的戰鬥；美軍戰車、火炮與地面部隊則扮演著支援的角色。聯合國軍的制空權與海軍的離岸炮火亦為韓軍部隊提供了有效且重要的支援。在經歷九月攻勢的初始階段後，人民軍意識到其已嚴重受制於嚴峻的前線補給問題。人民軍的補給系統無法解決後勤與通訊等至關重要的問題，因此對攻勢的發動與執行造成了不良的影響。儘管如此，人民軍攻勢的力度仍對聯合國軍帶來不小的衝擊，第八軍團也因此決定固守原陣地，放棄對人民軍的追擊。

### 引用
1. ↑  Appleman 1998，第392頁
2. ↑  Varhola 2004，第6頁
3. ↑  Fehrenbach 2001，第138頁
4. 1 2  Appleman 1998，第393頁
5. ↑  Bowers, Hammong & MacGarrigle 2005，第149頁
6. ↑  Appleman 1998，第369頁
7. ↑  Fehrenbach 2001，第130頁
8. ↑  Alexander 2003，第139頁
9. ↑  Appleman 1998，第353頁
10. ↑  Alexander 2003，第143頁
11. 1 2  Catchpole 2001，第31頁
12. ↑  Fehrenbach 2001，第136頁
13. ↑  Fehrenbach 2001，第135頁
14. 1 2  Fehrenbach 2001，第139頁
15. ↑  Millett 2000，第508頁
16. ↑  Alexander 2003，第181頁
17. ↑  Appleman 1998，第395頁
18. ↑  Appleman 1998，第396頁
19. ↑  Millett 2000，第557頁
20. 1 2  Appleman 1998，第397頁
21. 1 2 3 4 5  Millett 2000，第558頁
22. 1 2 3  Alexander 2003，第182頁
23. 1 2 3  Catchpole 2001，第33頁
24. 1 2 3 4  Appleman 1998，第398頁
25. 1 2 3 4 5 6 7 8  Catchpole 2001，第34頁
26. 1 2  Millett 2000，第559頁
27. 1 2  Appleman 1998，第399頁
28. ↑  Millett 2000，第560頁
29. 1 2 3  Appleman 1998，第400頁
30. 1 2 3 4  Appleman 1998，第401頁
31. ↑  Millett 2000，第561頁
32. 1 2 3  Appleman 1998，第402頁
33. ↑  Appleman 1998，第403頁
34. 1 2 3 4 5 6  Appleman 1998，第404頁
35. 1 2  Millett 2000，第562頁
36. 1 2 3 4  Appleman 1998，第405頁
37. ↑  Millett 2000，第563頁
38. 1 2 3 4 5  Appleman 1998，第406頁
39. 1 2 3 4  Appleman 1998，第407頁
40. 1 2 3  Appleman 1998，第408頁
41. ↑  Bowers, Hammong & MacGarrigle 2005，第176頁
42. ↑  Appleman 1998，第604頁
43. ↑  Catchpole 2001，第36頁
44. ↑  Alexander 2001，第185頁

### 來源
- Alexander, Bevin, , Hippocrene Books, 2003, ISBN 978-0-7818-1019-7
- Appleman, Roy E., , Department of the Army, 1998  [2017-09-28], ISBN 978-0-16-001918-0, （原始内容存档于2019-10-18）
- Bowers, William T.; Hammong, William M.; MacGarrigle, George L., , Honolulu, Hawaii: University Press of the Pacific, 2005, ISBN 978-1-4102-2467-5
- Catchpole, Brian, , Robinson Publishing, 2001, ISBN 978-1-84119-413-4
- Ecker, Richard E., , McFarland & Company, 2004, ISBN 978-0-7864-1980-7
- Fehrenbach, T. R., , Potomac Books Inc., 2001, ISBN 978-1-57488-334-3
- Gugeler, Russell A., , University Press of the Pacific, 2005, ISBN 978-1-4102-2451-4
- Millett, Allan R., , Volume 1, Lincoln, Nebraska: University of Nebraska Press, 2000, ISBN 978-0-8032-7794-6
- Varhola, Michael J., , Da Capo Press, 2000, ISBN 978-1-882810-44-4